# Moerasspikkelbladroller
De moerasspikkelbladroller (Cnephasia pasiuana) is een vlinder uit de familie bladrollers (Tortricidae). De wetenschappelijke naam is voor het eerst geldig gepubliceerd in 1799 door Hübner.
De soort komt voor in Europa.